# Селенга
Селенга́ (з евенк. «залізна»)
 — річка в Монголії і Росії (Бурятія), утворюється злиттям річок Ідер та Мурен, впадає в озеро Байкал, утворюючи дельту площею 680 км² (на Селенгу припадає приблизно половина річкової води, що поступає до озера).

## Географія

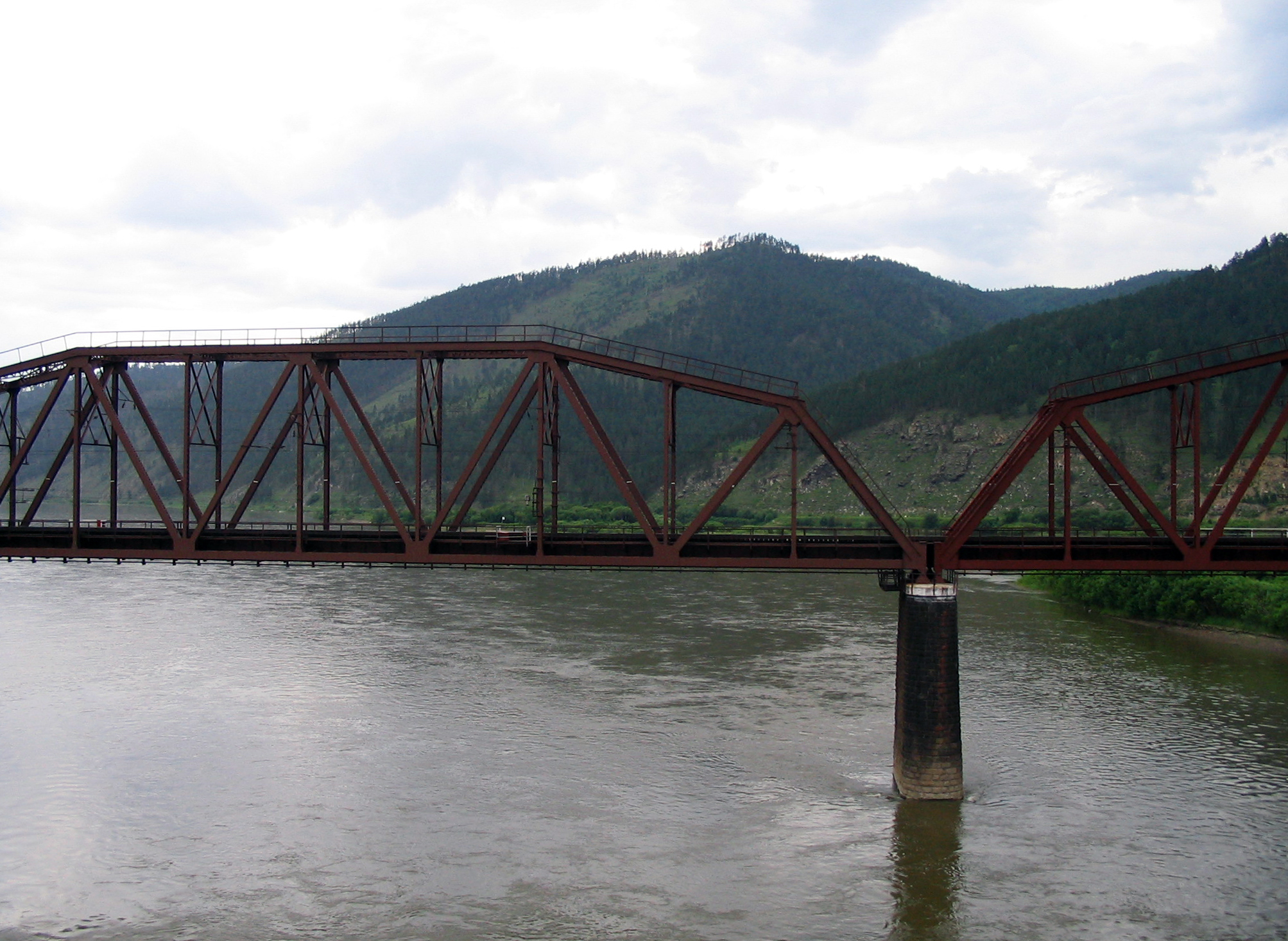
Залізничний міст через Селенгу

Довжина від витоку річки Ідер 1024 км. (зокрема 409 км нижньої течії в Росії), площа басейну 447 тис. км². Основні притоки — Егийн-Гол, Орхон (у Монголії), Джида, Чикой, Хілок, Уда (у Росії).
Селенга має переважно рівнинний характер русла з чергуванням звужень (до 1-2 км) і котловиноподібних розширень долини до 20-25 км, де вона часто ділиться на протоки. Водний режим характеризується низькою весняною повінню, дощовими паводками влітку і восени і зимовою меженню. Середня витрата води поблизу монгольсько-російського кордону 364 м³/сек, за 43 км від гирла — 934 м³/сек. Льодостав з листопада по квітень.
Регулярне судноплавство до Сухе-Батора.
Над Селенгою розташовані міста Сухе-Батор (Монголія), Улан-Уде і селище міського типу Селенгинськ (Росія).